# Giuseppe Butelli
Giuseppe Butelli detto Giuseppe di Vescovado (Vescovado di Murlo, 17 novembre 1742 – ...) è stato un fantino italiano.
Vinse una volta il Palio di Siena su almeno tre partecipazioni.
Tuttavia, non esiste una documentazione completa che consenta di ricostruirne integralmente le presenze in Piazza del Campo.

## Carriera
Di Giuseppe di Vescovado è nota la vittoria del Palio del 2 luglio 1768 con il giubbetto dell'Istrice. Alla mossa, partì in testa la Selva con Bastiancino, che tuttavia cadde già alla prima curva di San Martino. Giuseppe di Vescovado, affiancatosi al cavallo selvaiolo, riuscì ad afferrarne le briglie e a passarlo, mantenendo poi il comando per tutto il resto della carriera.
Corse sicuramente anche al Palio del 16 agosto dello stesso anno, di nuovo per l'Istrice, e alla carriera del 2 luglio 1775 per la Chiocciola.

## Presenze al Palio di Siena
Le vittorie sono evidenziate ed indicate in neretto.
| Palio          | Contrada   | Cavallo                    | Note |
| -------------- | ---------- | -------------------------- | ---- |
| 2 luglio 1768  | Istrice    | Morello di Francesco Tendi |      |
| 16 agosto 1768 | Istrice    | Morello di Savino Felli    |      |
| 2 luglio 1775  | Chiocciola | Sauro di Antonio Amaddii   |      |